# Kierowany pocisk rakietowy powietrze-powietrze

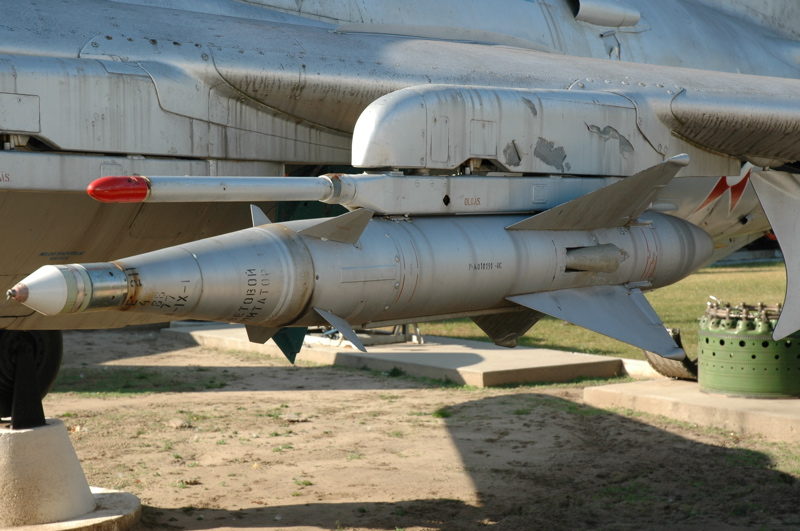
Pocisk rakietowy K-5M (AA-1 Alkali) podwieszony pod skrzydłem MiG-a-19. Muzeum Historii Wojskowości w Kecel na Węgrzech.

Pocisk rakietowy powietrze-powietrze to pocisk rakietowy wystrzeliwany z załogowych i bezzałogowych statków powietrznych, służący do zwalczania celów powietrznych. W latach 50. XX wieku do użytku weszły pociski dysponujące systemem naprowadzania (kierowania), które od lat 60. XX wieku stanowią podstawowy rodzaj uzbrojenia służącego do walk między statkami powietrznymi.

## Historia

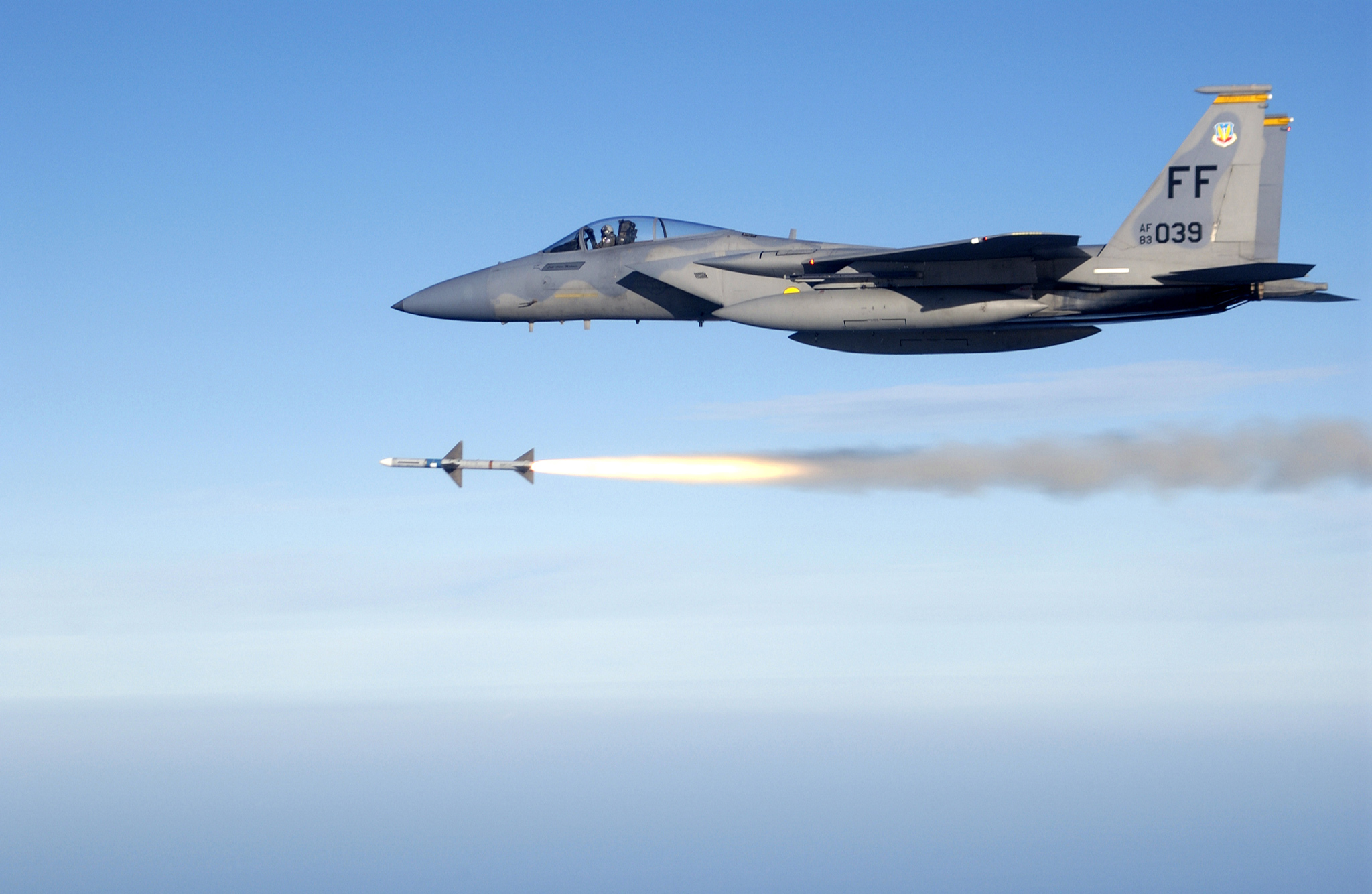
Samolot F-15 Eagle odpalający pocisk AIM-7 Sparrow

Pierwsze konstrukcje kierowanych pocisków rakietowych powietrze-powietrze powstały w Niemczech pod koniec II wojny światowej, lecz nie zostały wówczas użyte bojowo – pierwszym praktycznym pociskiem był niemiecki X-4, kierowany zdalnie przewodowo. Od lat 50. na uzbrojenie państw świata weszły liczne konstrukcje kierowanych pocisków rakietowych powietrze-powietrze, wypierając całkowicie pociski niekierowane powietrze-powietrze i w znacznym stopniu działka.
Wczesne pociski kierowane wszystkich rodzajów miały umiarkowaną celność, a przy tym często było możliwe zerwanie naprowadzania na skutek podjętych przez cel manewrów. W miarę postępu technicznego, zwiększała się celność oraz manewrowość pocisków, przez co wymanewrowanie ich stało się trudne. Zwłaszcza od lat 80./90. pojawiły się pociski o wysokiej zwrotności, zdolne do manewrowania z większymi przeciążeniami, niż samolot z pilotem.

## Budowa
Kierowane pociski rakietowe powietrze-powietrze mają najczęściej kadłub w formie długiego cylindra o małym przekroju w celu zmniejszenia oporu aerodynamicznego (na ogół poniżej 30 cm). Z przodu znajduje się z reguły głowica naprowadzająca i awionika, za nimi głowica bojowa, a w środkowej i tylnej części silnik rakietowy z dyszą na końcu. Używane są przede wszystkim jednostopniowe pociski z silnikiem rakietowym na paliwo stałe.
Pociski wyposażone są w powierzchnie nośne i sterowe różnych kształtów, rozmiarów i ilości, zazwyczaj rozmieszczone symetrycznie po 4 wokół kadłuba pocisku. Najpowszechniejszym układem konstrukcyjnym są 4 powierzchnie nośne lub sterowe w okolicy środka ciężkości pocisku i 4 na końcu (np. AIM-7 Sparrow). Izraelski pocisk Python 5 o wysokiej manewrowości ma aż 14 powierzchni sterowych, o różnych rozmiarach. Oprócz tego, w niektórych nowych pociskach używa się sterowania wektorem ciągu pocisku, znacznie zwiększającego manewrowość.
Długość pocisków wynosi zwykle od 2 do 4 m, masa – od kilkudziesięciu do ok. 500 kg, najpowszechniej 100–200 kg, z tego materiał wybuchowy w głowicy od kilku do kilkudziesięciu kg. Zazwyczaj stosowane są zapalniki zbliżeniowe, powodujące wybuch głowicy w bliskości celu i rażenie go odłamkami, a także zapalniki uderzeniowe w przypadku bezpośredniego trafienia. Pociski powietrze-powietrze wystrzeliwane są z belek – prowadnic, najczęściej mocowanych pod skrzydłami lub kadłubem.

## Naprowadzanie
W kierowanych pociskach rakietowych powietrze-powietrze najpowszechniej stosowany jest system naprowadzania dwóch rodzajów: pasywny na podczerwień lub półaktywny radarowy, a także aktywne naprowadzanie radarowe.
Naprowadzanie pasywne na podczerwień (naprowadzanie termiczne) wykorzystuje promieniowanie podczerwone celu. Lecący samolot lub śmigłowiec jest obiektem cieplejszym od otaczającej atmosfery na skutek pracy silników, a przy większych prędkościach także nagrzewania się jego powierzchni na skutek tarcia powietrza. Detektor podczerwieni umieszczony w głowicy pocisku lokalizuje cel i układy elektroniczne wypracowują odpowiednie komendy do naprowadzenia pocisku. Wczesne detektory podczerwieni miały niską czułość, w związku z tym można było odpalać rakiety dopiero do samolotów oddalających się, ukazujących gorące dysze silników odrzutowych, natomiast nie nadawały się do zwalczania samolotów śmigłowych i śmigłowców. Kąt wykrywania wczesnych głowic był też niewielki w stosunku do osi pocisku i musiały być one wobec tego wystrzeliwane bezpośrednio w kierunku celu, który mógł uchylić się manewrami. Nowsze pociski samonaprowadzane na podczerwień mają znacznie czulsze głowice, chłodzone podczas pracy, o dużym kącie obserwacji, umożliwiające naprowadzanie się na praktycznie wszystkie statki powietrzne, nawet lecące w ich kierunku. Parametry te ulegają stałej poprawie w toku rozwoju pocisków.
Zasięg kierowania tym sposobem jest jednak niewielki, dlatego znajduje ono zastosowanie głównie w pociskach krótkiego zasięgu, stosowanych typowo uzupełniająco w stosunku do pocisków średniego zasięgu na myśliwcach lub dla samoobrony na samolotach myśliwsko-szturmowych, śmigłowcach i innych. Jego zaletą jest to, że nie wymaga ono skomplikowanej aparatury naprowadzającej w samolocie i dlatego pociski tego typu mogą być wykorzystywane przez wiele typów samolotów. Ponadto pociski tego typu należą do kategorii wystrzel i zapomnij, nie wymagającej dalszego naprowadzania przez systemy samolotu. Starsze głowice samonaprowadzające były podatne na pułapki termiczne – wystrzeliwane z samolotu gorące flary, powodujące naprowadzenie się na nie pocisku, zamiast na samolot. W nowszych konstrukcjach podatność ta jest na ogół zmniejszona, przez analizę widma celu. Najbardziej rozpowszechnionym pociskiem samonaprowadzanym pasywnie jest AIM-9 Sidewinder i jego wersje pochodne, w tym R-3, inne przykłady to R-60 i Matra R550 Magic.
Naprowadzanie półaktywne radarowe polega na naprowadzaniu się pocisku, wykorzystując fale radarowe odbite od celu, który jest opromieniowany przez radar samolotu wystrzeliwującego pocisk. Jego wadą jest konieczność ciągłego opromieniowania celu przez radar samolotu aż do trafienia, ograniczająca swobodę manewrowania wystrzeliwującego samolotu, a przez to potencjalnie niebezpieczna dla niego. W przypadku zerwania naprowadzania, pocisk z reguły nie trafia. Kolejną wadą jest możliwość zakłócenia naprowadzającego radaru metodami walki radioelektronicznej lub ucieczki celu przez manewry. Niemniej jednak, metoda ta jest powszechnie stosowana w pociskach średniego zasięgu, jako tańsza od samonaprowadzania aktywnego i mimo wad, dość efektywna. Najbardziej znane pociski samonaprowadzane półaktywnie to AIM-7 Sparrow, R-23, R-27, Matra R530.
Naprowadzanie aktywne radarowe polega na naprowadzaniu się pocisku za pomocą danych o położeniu celu wypracowanych przez własny radar pokładowy pocisku. Wadą jest duży koszt i stopień skomplikowania pocisków. Ponadto przez małą średnicę pocisków, używane mogą być radary o niewielkich antenach i zasięgach, przez co aktywne samonaprowadzanie następuje dopiero w bliskości celu, a wcześniej pocisk musi być naprowadzany metodą półaktywną lub kierowany innymi metodami, często wykorzystując system nawigacji bezwładnościowej. Najbardziej znane pociski naprowadzane aktywnie to AIM-120 AMRAAM i R-77.
Rzadko stosowane jest naprowadzanie komendowe pocisku, najczęściej w wiązce prowadzącej, wytwarzanej przez radar naprowadzającego samolotu. Układy umieszczone na pocisku kontrolują w tej metodzie, czy pocisk pozostaje na torze lotu wyznaczonym wiązką i ewentualnie wypracowują zmiany kursu. Wadą tej metody jest konieczność ciągłego opromieniowania celu przez radar samolotu aż do trafienia, jak przy samonaprowadzaniu półaktywnym, a nadto możliwość wyjścia celu spod wiązki oraz możliwość prowadzenia przez przeciwnika przeciwdziałania radioelektronicznego. Metoda ta była umiarkowanie efektywna, stosowana we wczesnych pociskach, jak radzieckim RS-2US. Stosowano też rzadko zdalne sterowanie radiowe (m.in. we francuskim Nord 5103). Jeden z pierwszych pocisków kierowanych powietrze-powietrze, niemiecki X-4, był z kolei zdalnie kierowany przewodowo.